# Aradas (Aveiro)
Aradas es una freguesia portuguesa del concelho de Aveiro, con 9,03 km² de superficie y 7.628 habitantes (2001). Su densidad de población es de 844,7 hab/km².